# Kościół Świętej Trójcy w Warszawie (Solec)

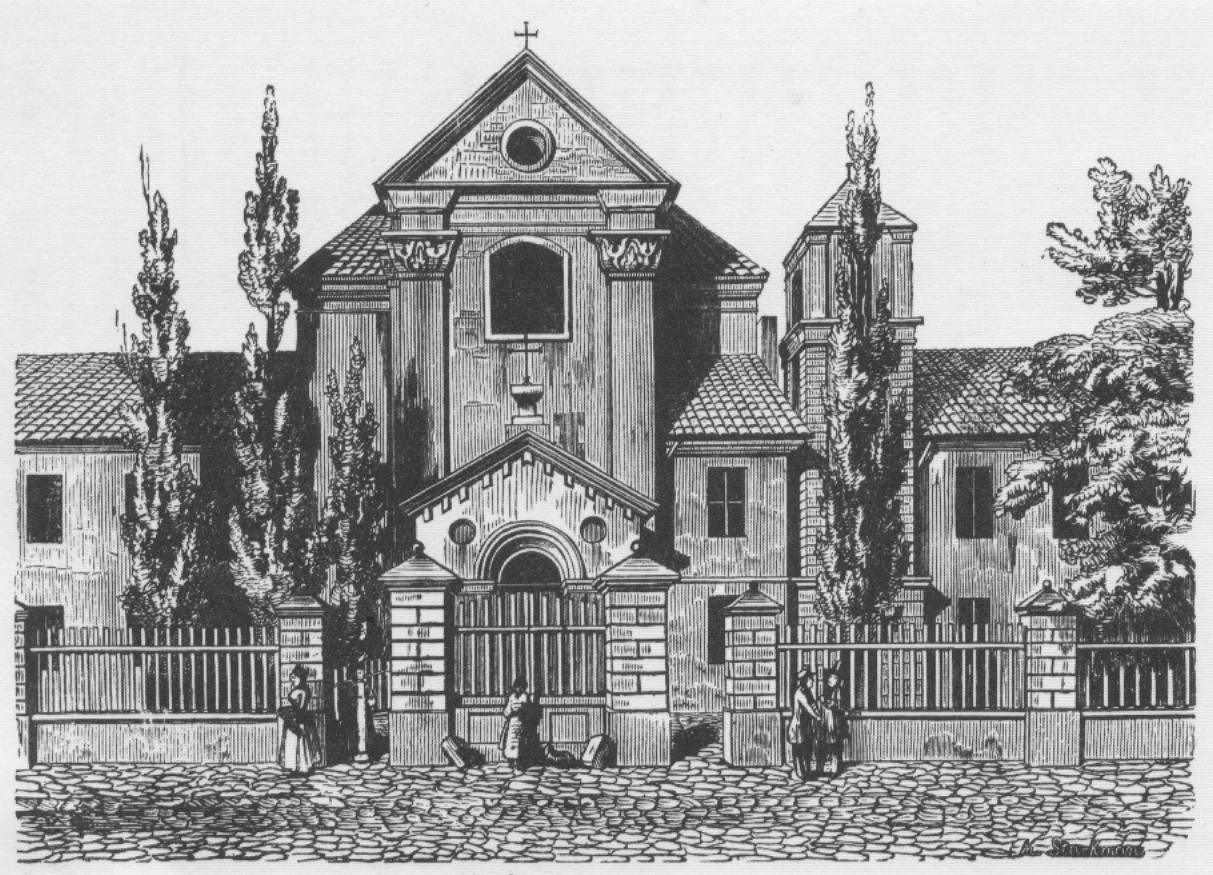
Kościół na drzeworycie Michała Starkmana z ok. 1855 roku

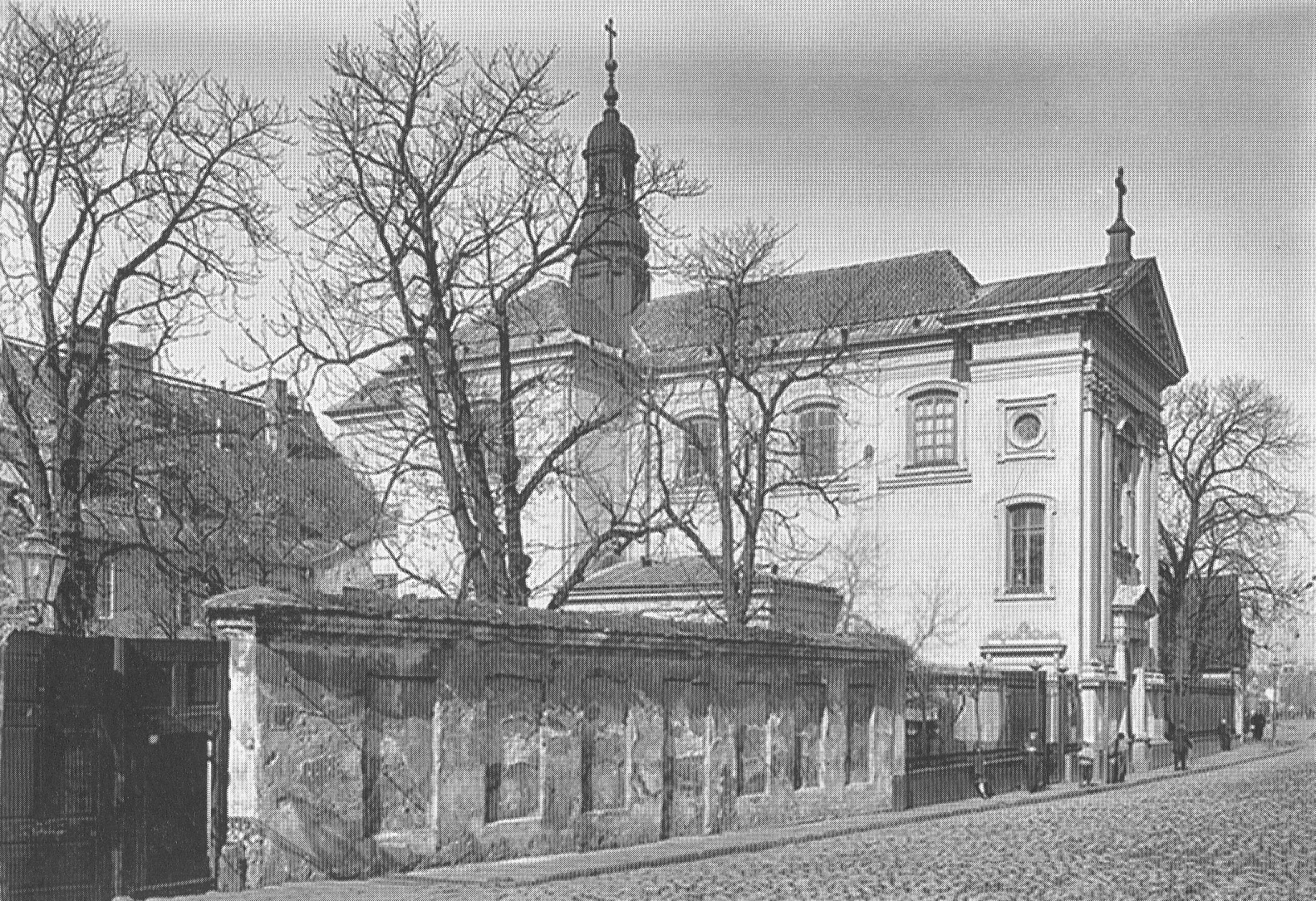
Kościół w 1918 roku

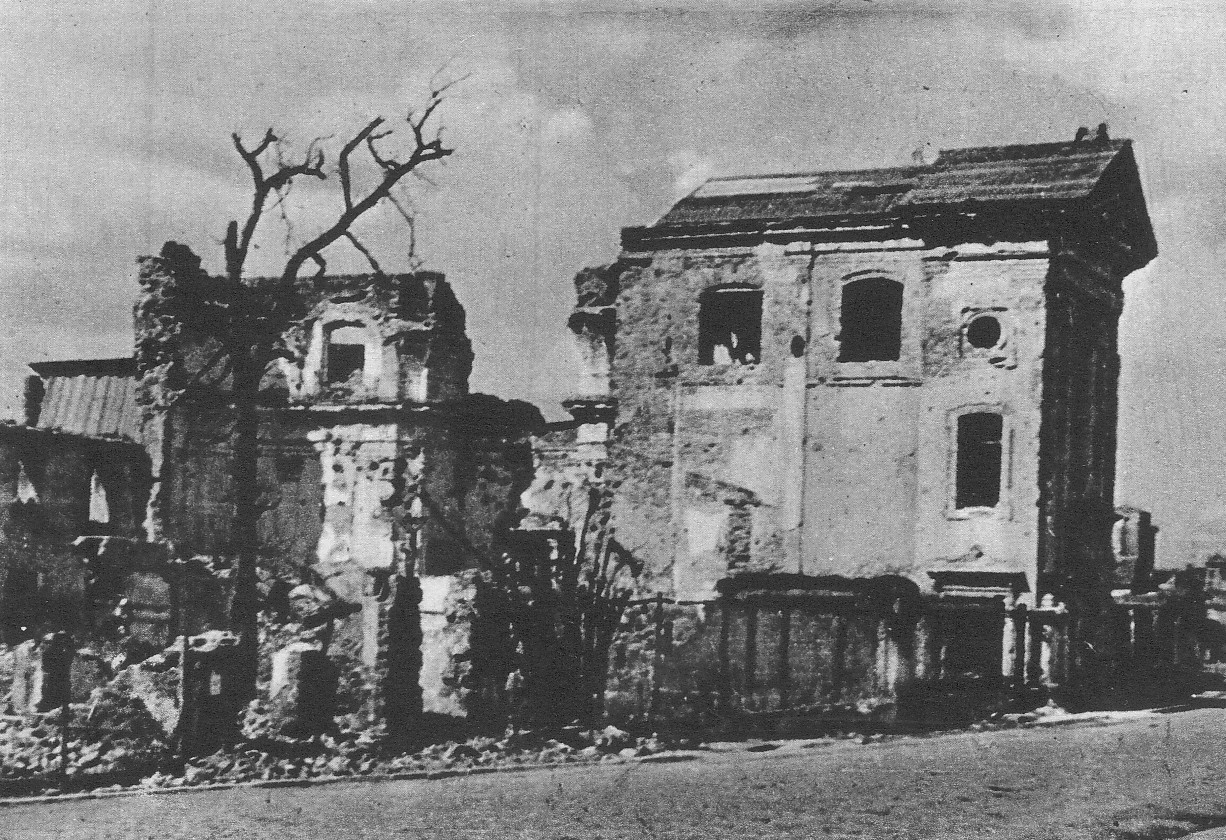
Kościół w 1945 roku

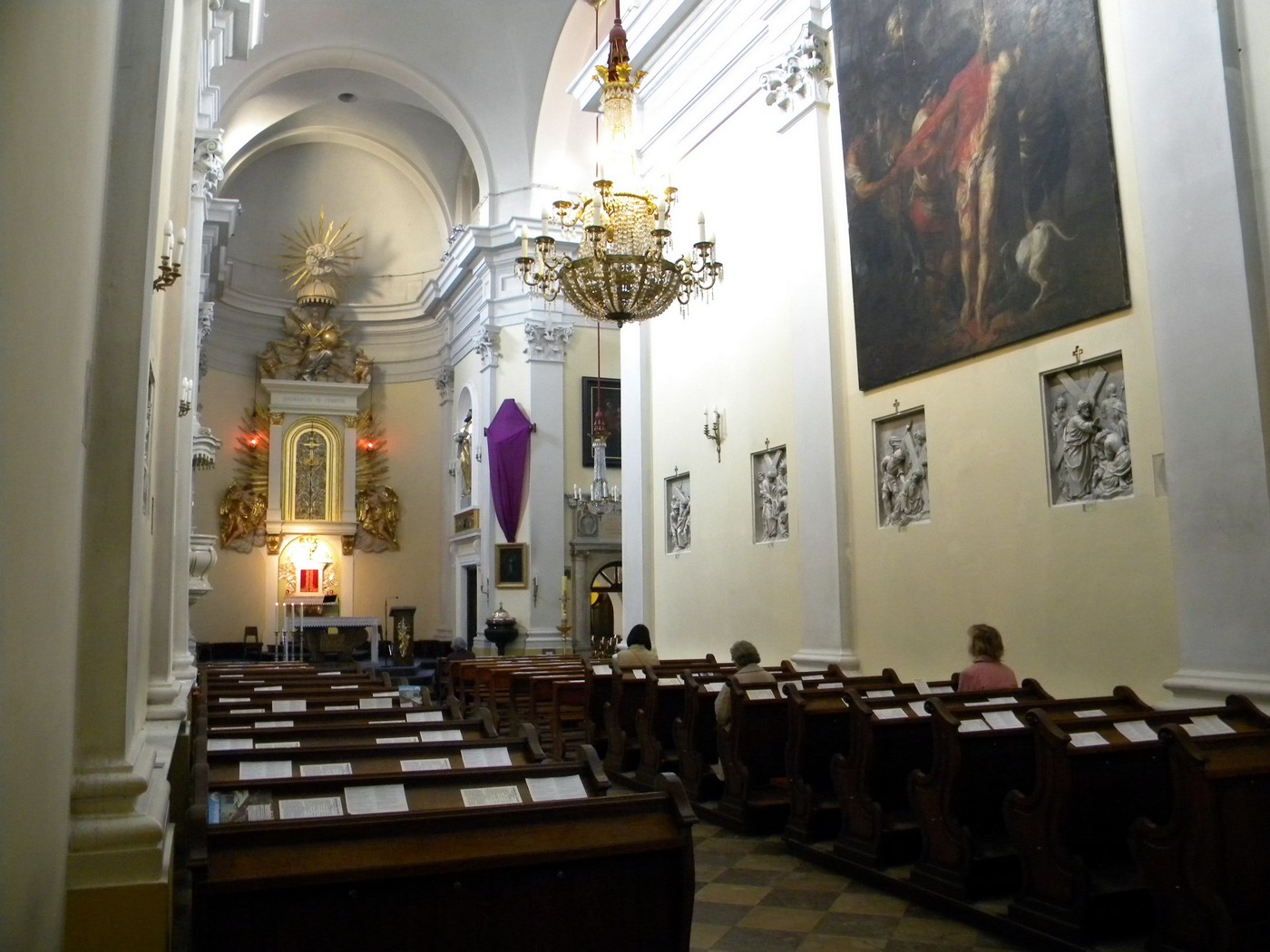
Wnętrze świątyni

Kościół Świętej Trójcy – świątynia rzymskokatolicka pod wezwaniem Świętej Trójcy znajdująca się przy ul. Solec w Warszawie.

## Historia
Pierwszy kościół powstał przed 1339 r. jako kościół filialny parafii św. Jana w miejscu obecnej figury św. Barbary na rogu ulic Solec i Ludnej. W XV wieku kościół stał się kościołem parafialnym dla mieszkańców osad Solec, Sielce, Czerniaków, Mokotów, Kałęczyn, Ujazdów i Saska Kępa (d. Solecka Kępa).
Parafia Świętej Trójcy na Solcu powstała na początku XV wieku. Trynitarzy sprowadził ze Lwowa biskup poznański Stanisław Jan Witwicki i nadał im poza miastem t.j. za ulicą Zakroczymską na gołem polu niedaleko Wisły kaplicę S-go Krzyża, którą ostatniemi czasy zwano kościółkiem gwardyi (23 lipca 1688 r.). Nie mieli tam księżą wygody, bo pomieszczenie szczupłe i daleko było od miasta; woleli kościółek Ś-to Krzyski zostawić dla starców, wysłużonych zakonników, …a sami pragnęli przyjąć większą fundacyją w mieście na dwunastu przynajmniej księży, jak ich prawidła wymagały… (pisownia oryginalna).
Fundatorami kościoła i klasztoru po namowach królowej Marii Kazimiery byli wojewoda czernihowski Fryderyk Felkerzamb (Otton Fryderyk Felkerzamb?) i jego żona Elżbieta Windischgraetz, którzy przeszli z protestantyzmu na katolicyzm. Felkerzamb kupił od wojewody ruskiego Marka Matczyńskiego dworek za 10 000 zł, a także zapisał trynitarzom summy (siedem tysięcy złotych z procentem po siedm od sta) na wsi swojej Ołtarzewie pod Warszawą, a w dzień poświęcenia kaplicy zrobił drugi zapis, i raz wraz pamiętał o swojej fundacyi. Trynitarze zajęli dworek 4 sierpnia 1693 r. a Felkerzamb zaczął budować kaplicę. Wreszcie na dniu 21 listopada 1693 r. zjechał Witwicki z dwoma drugiemi biskupami na Solec, to jest z chełmińskim Kazimierzem Szczuką, i inflanckim Popławskim w gronie wielu prałatów; licznych znowu gości sprosił na tę uroczystość sam Felkerzamb. Witwicki kaplicę poświęcił i pierwsze w niej odprawił nabożeństwo, założyciel zaś gości uraczył obiadem w samym klasztorze, poczem biskup oddał zabudowania trynitarzom i ogłosił klauzurę zakonną.
Obecny murowany budynek kościoła na Rynku Soleckim był budowany od 1698 r., przypuszczalnie według projektu Tylmana z Gameren. Prace wstrzymywały m.in.: wojna rosyjsko-szwedzka, powódź 1 sierpnia 1713 r. i następne, ale przede wszystkim brak funduszy. Osobiste zaangażowanie króla Augusta II Mocnego i jego sympatia dla prezydenta klasztoru O. Hieronima (Włocha) skutkowały założeniem w Ujazdowie kalawryi z wielą kaplicami, o której głucha wieść tylko w kronice Warszawy pozostała (darowanej przez króla „na wieczne czasy” trynitarzom), za prowadzenie której trynitarze otrzymywali wynagrodzenie z kasy królewskiej, a ponadto otrzymywali hojne ofiary od wiernych odwiedzających kalwarię. Kościół wybudowano prawdopodobnie na wzór kościoła Świętej Trójcy przy ul. Lope de Vega w Madrycie. Świątynię na Solcu w 1726 wyświęcił biskup kijowski Samuel Ożga.
Murowany budynek klasztoru wzniesiono w latach 1773–1779.
Represje, jakie spadły na Kościół katolicki w Polsce po powstaniu styczniowym, dotknęły również zakon ojców trynitarzy, który wraz z innymi zakonami został rozwiązany ukazem carskim z 1864 roku. Zakonnikom pozwolono jedynie mieszkać na terenie klasztoru do śmierci ostatniego z ojców. W 1887 roku kościół Świętej Trójcy w trosce o dobro duchowe wiernych przejęła władza diecezjalna.
W latach 1881–1883 dobudowano do kościoła nową fasadę, wydłużając nawę od strony ulicy.
W 1904 roku zbudowano kaplicę Serca Jezusowego.
W 1939 kościół został znacznie uszkodzony, ponieważ w wyniku ostrzału zawaliły się dach część sklepień. Kościół został prawie całkowicie zniszczony podczas powstania warszawskiego w 1944. Odbudowa trwała do lat 60. XX wieku.
W latach 1980–2015 w klasztorze mieściło się Muzeum Archidiecezji Warszawskiej.
26 sierpnia 2017 kościół i parafia decyzją kardynała Kazimierza Nycza zostały przekazane karmelitom bosym.

## Wnętrze
- Figura Jezusa Nazareńskiego znajdująca się w kościele od 1726 roku.

## Pozostałe informacje
- W kościele znajduje się od 1726 cudowna figura Pana Jezusa Nazareńskiego – najstarszy zabytek hiszpańskiej kultury religijnej w Warszawie. Druga taka figura znajduje się w kościele św. Piotra i Pawła na Antokolu w Wilnie.
- W kościele w dniu 3 października 1893 roku został ochrzczony przyszły prezydent Warszawy Stefan Starzyński.
- W kościele w dniu 3 czerwca 1942 roku wzięli ślub Barbara Drapczyńska i poeta Krzysztof Kamil Baczyński.
- Od 2002 roku organizowane są tu cykliczne imprezy Hiszpańska niedziela na Solcu organizowane przez Fundację Viva Solec.
- W podziemiach kościoła od XVIII wieku chowano zmarłych zakonników.